# Francis Alfred Moerman
Pour les articles homonymes, voir Moerman.
F.A. (Francis Alfred) Moerman dit « Fred » est un guitariste de jazz manouche né à Gand (Belgique) le 13 mai 1937 et mort le 11 juillet 2010 à Vézières dans la Vienne.

## Biographie
Guitariste, compositeur, poète, dessinateur, il est le fils d'un couple belge, venu en France à la veille de la Seconde Guerre mondiale. Enfant, il se rapproche d'un groupe de tsiganes qui vient chaque année s'installer à proximité de la propriété familiale.  Monté à Paris, il rencontre en 1960 Sarane Ferret, qui en fait son accompagnateur à la guitare. Par la suite, il accompagnera Pierre Baro Ferret, Matelo Ferret, Lousson Baumgartner-Reinhardt, Vivian Villerstein et Jacques Montagne. Il côtoie Stéphane Grappelli, Bill Coleman, la famille Reinhardt , Thierry Robin dit Titi Robin. 
Par ailleurs, il a enseigné l'anglais dans les années 1960 et 1970 à l'institution Notre-Dame de Bressuire et à Saint-Joseph à Nogent-le-Rotrou où il forma un quartet de jeunes au sein de l'école et fit connaître et aimer sa musique jazz swing à des gosses en admiration de ce grand musicien qu'il était déjà, les frères Jean Pierre Garnier et Michel Garnier dit Vaza s'en souviennent encore.
Il a joué au sein de différents trios : avec le violoniste Jean Toupance et Al Dubreuil, puis dans le trio Jazz Tzigane de France (avec Jean Toupance et Jean-Marie Pallen), enfin avec le violoniste Jean-Christophe Rouet et le guitariste d’accompagnement Gilles Parodi.
Fred Moerman a parcouru les routes du monde pour des tournées et des conférences sur les musiques manouches et tziganes. Outre une discographie importante, on lui doit une centaine de titres enregistrés à la Sacem, et des opérettes, dont : Le Sultan à Versailles qui fut mis en scène au Théâtre royal de Rabat, et Prince et Corsaire qui fut joué à Oran, Algérie, avec l'aide du CCF. Cette opérette a été montée spécialement pour un groupe de jeunes Oranais qui avaient inspiré Francis Moerman lors de son premier voyage en Algérie . Il est aussi l'auteur de Banjo Boy ou La légende du jazz. 
Après avoir vécu au château de Thiors, à Luzay (Deux-Sèvres), Fred Moerman vivait au manoir de la Croule à Vézières (Vienne). Il est inhumé dans le cimetière de cette commune.

## Discographie
Liste des albums édités en France, avec année de première édition.
- 1986 : L’infini voyage, Francis. A. Moerman Quintet (Jazz Swing Records, Ref : LP: JSR 00186)

1. Super carburant (fox) 2 min 59 s
2. L’infini voyage (slow) 3 min 40 s
3. La vieille verdine (fox) 2 min 37 s
4. Frisson de Galerne (slow) 4 min 04 s
5. La chafouine (valse musette) 2 min 08 s
6. Jogging matinal (fox) 2 min 30 s
7. La distinguée (valse musette) 1 min 42 s
8. L’agravée (fox) 2 min 52 s
9. Chère voisine (slow) 4 min 17 s
10. Le retour du forain (fox) 2 min 17 s
11. Sinti bounce (medium fox) 4 min 20 s
12. Musette guitare (java swing) 1 min 51 s
13. Affectueusement votre (slow) 4 min 22 s
14. Bluma und tchirglo (hora) 1 min 32 s

(Toutes les compositions sont signées F.-A. Moerman.)
- 1990 : Passion, Jazz Tzigane de France (Djaz Records, Ref : CD: DJ 504-2)

1. Songe d’automne (A. Joyce) 3 min 56 s
2. Danse norvégienne (Grieg/argt D. Reinhardt) 3 min 06 s
3. Passion (T. Murena) 5 min 23 s
4. I wonder where’s my baby tonight (Donaldson/Kahn) 2 min 56 s
5. Mélancolie slave (trad.) 3 min 20 s
6. Valse à Matteo (trad.) 1 min 44 s
7. Soir d’orage (F.A. Moerman) 2 min 32 s
8. La breazza (trad.) 3 min 28 s
9. Transparence (F.A. Moerman) 2 min 19 s
10. La gadji (F.A. Moerman) 2 min 21 s
11. Au temps des verdines (F.A. Moerman) 2 min 20 s
12. Cœur vagabond (J. Colombo) 2 min 18 s
13. Romni bella (F.A. Moerman) 1 min 38 s

- 1993 : Gitan & Tzigane, Magie de la guitare (Masq, Ref : CD: GRI 19028 2)

1. Le chat matinal (F.A. Moerman) 3 min 14 s
2. Django (J. Lewis) 4 min 32 s
3. Stranger in Paradise (Wright/Forrest) 4 min 51 s
4. Romni Bella (F.A. Moerman) 3 min 31 s
5. Chanson hongroise (trad.) 3 min 39 s
6. Esmeralda (P. Piot) 4 min 28 s
7. After you’ve gone (Creamer) 2 min 25 s
8. Black and blue (F. Waler) 3 min 26 s
9. Les feuilles mortes (J. Kosma) 5 min 26 s
10. Songe d’automne (A. Joyce) 4 min 47 s

- 1994 : Valses Manouches (Iris Music, Ref : CD: 214 IMP916)

1. La valse de Baro (Minch’ valse) (M. Garcia/B. Ferret) 2 min 18 s
2. La petite valse manouche (trad./argt F.A. Moerman) 3 min 46 s
3. La valse bop (A. Walk) 2 min 45 s
4. Gagoug (D. Reinhardt) 5 min 09 s
5. La distinguée (F.A. Moerman) 2 min 19 s
6. Le châle bleu (trad./F.A. Moerman) 3 min 35 s
7. La valse espagnole (J.J. Ruhlman/F.A. Moerman) 2 min 18 s
8. La fête au cœur (J. Dusoleil) 2 min 54 s
9. Le bal des mouettes (F.A. Moerman) 3 min 30 s
10. La zingara (M. Ferret/J. Privat) 3 min 33 s
11. La boiteuse (F.A. Moerman) 2 min 06 s
12. Cœur vagabond (J. Colombo) 2 min 18 s
13. Mon amant de Saint-Jean (E. Carrara/L. Agel) 2 min 43 s

- 2002 : The best of..., 1964/94 (Djaz Records, Ref : DJ 544-2)

1. Nuits De Nador (F.A. Moerman) 1990
2. L’agravée (F.A. Moerman) 1986
3. La Chanson Hongroise (F.A. Moerman) 1994
4. Valse Des Niglos (Gusti Malha) 1980
5. Au Temps Des Verdines (F.A. Moerman) 1984
6. Songe D’Automne (A. Joyce) 1989
7. La Fête Au Cœur (J. Dusoleil 1993
8. Bluma Und Tchirglo (F.A. Moerman) 1986
9. L’Infini Voyage (F.A. Moerman) 1984
10. Mélancolie Slave (F.A. Moerman) 1990
11. I Don’t Know Why (Ahlert/Turk) 1992
12. Le Chat Matinal (F.A. Moerman) 1994
13. Le Châle Bleu (trad.) 1993
14. Romni Bella (F.A. Moerman) 1990
15. Sous Le Ciel De Paris (H. Giraud) 1964
16. Allite Conoci (F.A. Moerman/J. Rojo-Martin) 1992
17. Sinti Bounce (F.A. Moerman) 1986
18. Au Temps Des Verdines (F.A. Moerman) 1990
19. Minor Boogie (F.A. Moerman) 1976
20. Stranger In Paradise (Forrest/Wright/Borodine) 1994
21. La Chafouine (F.A. Moerman) 1993
22. La Musique (F.A. Moerman) 1994

Par ailleurs, Francis-Alfred Moerman interprète 2 pièces (Valse manouche et La chafouine) dans l’anthologie Les Enfants de Django, sortie en 1993 (Label : Djaz Records, Ref : DJ 517-2).